# 詹繕澤
詹繕澤（原名詹宗霖，1988年1月9日—），藝名小濱，為台灣Channel V明星育成節目模范棒棒堂第一屆成員，是第一代元老級底迪。在節目中擅長模仿日本天后濱崎步和小S在《娛樂百分百》飾演的健身教師 Teacher 徐，亦擅長利用假音唱歌。
於節目初期因外表清秀、身形纖弱被外界攻擊，及後與模范棒棒堂另一成員阿本組成公主幫並擔任副總召，成功將公主幫轉化為個人形象及節目特色。
2008年7月4日，小濱因成功考上了樹德科大日間部演藝戲劇組(表演藝術系)，想過大學生的生活，因而在模范棒棒堂節目中正式宣佈離開，節目中則說是「暫別」節目，因此不排除他日後有機會回歸節目。

## 主持
- Channel V第一屆《模范棒棒堂》（2006年8月17日至2008年8月29日）